# 9K34 Sztrela–3

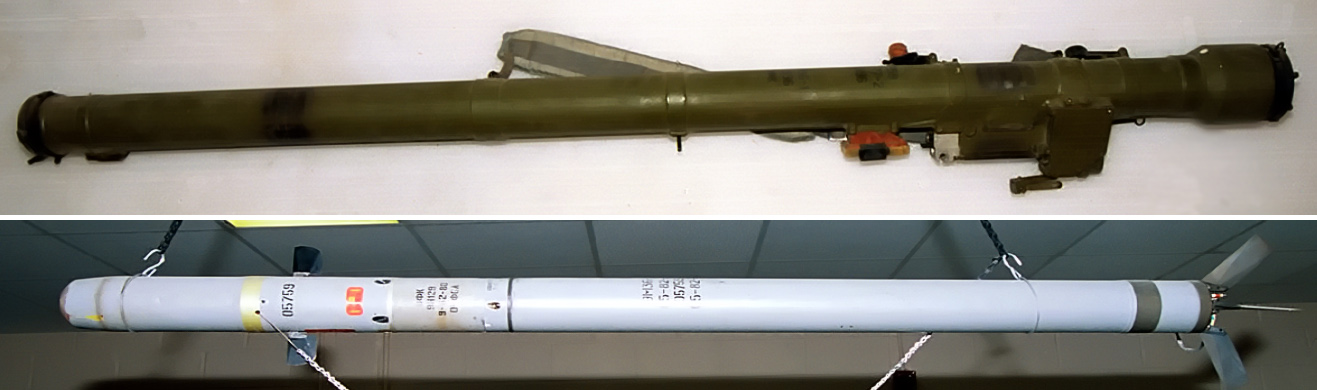
A 9K34 Sztrela–3 rendszer 9P59 típusú indítócsöve (felül) és 9M39 rakétája (alul)

A 9K34 Sztrela–3 (oroszul: Стрела-3, NATO-kódja: SA–14 Gremlin) egy szovjet fejlesztésű hordozható, kis hatómagasságú légvédelmi rakétarendszer, amelyhez a 9M36 típusú, passzív infravörös önirányítású rakétát alkalmazzák. A Sztrela–3 rendszer a korlátozott harcászati képességekkel rendelkező Sztrela–2 és Sztrela–2M rendszert váltotta fel. Haditengerészeti változatának típusjelzése Sztrela–3F (SA–N–9).

## Története
A Sztrela–3 rendszer 9M36 rakétája nagyrészt a Sztrela–2 9M32 rakétáján alapul. A leglényegesebb különbség, hogy teljesen újratervezték az infravörös önirányító berendezését. Ezzel a munkával a kijevi Arszenal vállalatot bízták meg, amely egy, a korábbiaknál sokkal érzékenyebb, folyékony nitrogénnel hűtött irányító berendezést fejlesztett ki. A Sztrela–3 rendszerrel 1972 novemberétől 1973 májusáig zajlottak a kísérleti lövészetek. A tesztek során a rakéta fedélzeti rendszereinek egy részénél problémák jelentkeztek az alkatrészek megbízhatóságával. Miután a hibákat korrigálták, 1974 januárjában döntöttek a rendszeresítésről.
A Szovjetunión kívül több mint 30 másik ország is rendszeresítette. Lengyelországban licenc alapján gyártották. A Sztrela–3 utóda az 1980-as évek elejére kifejlesztett 9K38 Igla.

## Jellemzői
A Sztrela–3 rendszer fő részei a 9M36 rakéta, a 9P59 típusú indítócső, a 9P58M indítóberendezés, a 9SZ13 típusú rádió-pelengátor (célmegjelölő), 1RL247 típusú saját-ellenség vevőberendezés. A rendszerhez tartozik ez R–147 rádióállomás és R–147P rádió-vevő, amely a lövészek és a parancsnok közti kommunikációt biztosítja. Ezen kívül a rendszerhez több, a földi ellenőrzést és gyakorlást szolgáló berendezést is kifejlesztettek.
A rakéta szerkezeti kialakítása nagyrészt megegyezik a Sztrela–2 9M32 típusú rakétájával. Ahhoz hasonlóan fordított aerodinamikai elrendezéssel rendelkezik. A rakétatest négy szekcióból épül fel. Az orr részben található az infravörös önirányító berendezés, mögötte a kormánymű a két darab, egy síkban elhelyezkedő aerodinamikai kormányfelületekkel, amely a rakéta hossztengelye körüli (15–20 ford./mp-es) forgómozgásnak köszönhetően a teljes térbeli mozgás irányítására alkalmas. A kormányfelületek az indítócsőben behajtott állapotban vannak. A kormányműben található a lőportöltetű gázgenerátor, amely egy turbógenerátort hajtva biztosítja indítás után a rakéta elektromos fedélzeti rendszereinek az energiaellátását. A kormánymű mögött kapott helyet a repesz-romboló töltettel ellátott 1,17 kg-os harci rész, a rakéta hátsó szekcióját pedig a szilárd hajtóanyagú rakétahajtómű alkotja. A négy darab stabilizátor szárny a fúvócső körül helyezkedik el, ezek indítás előtt a fúvócső mögött behajtott állapotban vannak. A kormányfelületeket és a stabilizátorokat indítás után egy rugós szerkezet nyitja ki.
A rakéta infravörös önirányító berendezésénél a korábbi típusokon is használt ólom-szulfid érzékelőt használják, de a folyékony-nitrogén hűtésnek köszönhetően sikerült növelni az érzékenységet. Míg a Sztrela–2 rakétájának érzékelőjének az érzékenysége az 1–2,8 μm hullámhossz tartományba esik, addig a Sztrela–3-nál alkalmazott érzékelő 2–4,3 μm tartományban működik. Jelentős újítás a korábbi, amplitúdó modulált érzékelőkhöz képest a frekvencia-modulált érzékelő alkalmazása. Ezzel nőtt a rakéta zavarással szembeni ellenállóképessége, kevésbé érzékeny az időjárási viszonyokra, és javult a rakéta célkövető képessége. A rakéta a korábbiaktól eltérően közeledő légi cél ellen is indítható 260 m/s-os célsebességnél, míg távolodó célnál 310 m/s-ig alkalmazható.
Hajtóműve kétfokozatú. A rakéta 28 m/s-os sebességgel hagyja el az indítócsövet, erről egy kisméretű indítófokozat gondoskodik. A rakéta menethajtóműve kb. 5,5 m-re, a kezelőtől biztonságos távolságra indul be, amely 470 m/s-os utazósebességre gyorsítja a rakétát. A rakéta önmegsemmisítővel rendelkezik. Amennyiben célt téveszt, az indítást követően 14–17 mp múlva a rakéta önmegsemmisítő rendszere működésbe lép. Harci részét úgy alakították ki, hogy annak robbanásakor a maradék hajtóanyagot is felrobbantja, növelve ezáltal a pusztító erőt.
Az indítócső üvegszálas erősítésű műanyagból készült. Feladata a rakéta tárolása, valamint az indítás. Egy indítócsőből öt rakétaindítás hajtható végre. A 9P58M indítóberendezés az indítócsőhöz csatlakoztatható. Ezzel hajtható végre a célzás és az indítás, a benne lévő akkumulátor biztosítja a rendszer energiaellátását. A cél befogásakor a berendezés hangjelzést ad. Az indítóberendezéshez csatlakozik az infravörös érzékelő hűtését biztosító folyékony nitrogén tartálya. A rendszert felszerelték a 9SZ13 Poiszk típusú rádió-célmegjelölővel. Ez a berendezés a légi cél bekapcsolt rádiólokátorának impulzusait érzékeli, és lehetővé teszi a célfelderítést az infravörös önirányító berendezés érzékelési határán túl, már 12 km-es távolságból is.

## Műszaki adatai
- Rendszer teljes tömeg (tűzkész állapotban): 16 kg
- Rakéta induló tömege: 10,3 kg
- Rakéta hossza: 1,47 m
- Rakéta átmérője: 72 mm
- Harci rész tömege: 1,17 kg (0,39 kg robbanóanyaggal)
- Irányítórendszer: infravörös, ólom-szulfid érzékelővel
- Ferde hatótávolság: 4100 m
- Rakéta utazósebesség: 470 m/s
- Célsebesség: 260 (közeledő), 310 m/s (távolodó)
- Alkalmazási magasság: 30 m-től 3000 m-ig